# Тетевенска къща
Тетевенската къща е характерен тип възрожденска архитектура, обхващат района на Тетевен. Част е от областта на севернобългарската къща.

## Характеристика
Тетевенската къща се състои от две помещения с еднаква дълбочина и чардак пред тях. Преди Възраждането се започва прибавят към собата голяма ниша, която излиза навън в пространството на чардака. Тази ниша става характерен белег в разпределението на тетевенската къща. При разрастване на къщата, се прибавят и от другата страна на помещението с огнище едно или повече нови помещения, които най-често също навлизат в пространството на чардака. Получава се ниша, открита към сравнително тесния чардак. В образуваното от нишата разширение се поместват вратите към всички помещения, а срещу тях стълбата към двора. Фасадите не са разчленени, стените на етажа следват в същата плоскост стените на приземието. Покривът е четирискатен и нисък. Пример за тетевенска къща е Бобевската къща в града.

## Етрополе
Към района на тетевенската къща се отнеся и Етрополе. По разпределение къщите представляват преход между западната и тетевенската къща и водят началото си вероятно от основната асиметрична форма на западните райони на България. Различават се от тетевенските по това, че нямат към собата характерната ниша, излизаща в пространството на чардака. Имат голяма ниша, отворена към чардака, образувана от двете соби. Пример е Хаджигригоровата къща в Етрополе.
Приземният етаж е изграждан от камък, а горният – от дърво и кирпич, измазани с глинен разтвор, примесен с плява. Отвън къщата е измазана с варов разтвор. В края на Възраждането чардакът се остъклява. Така по-лесно се затоплят вътрешните помещения през зимата. Къщите са двуетажни. На първият етаж са складовите помещения или работилницата на чорбаджията, а на втория – жилищните помещения. Примри за такива къщи са Павелпанчовата, Арнаудовата, Вълчевата, Хаджигригоровата и други.